# Deathbots
Deathbots est un jeu vidéo de type shoot them up développé sur Amiga par Odyssey Software (en) (aussi connue sous le nom de Odyssey Digital Entertainment) et édité par Anco. Il est sorti en Europe en 1990. Il a été programmé par Lane Waters. Sont crédités aux graphismes et à la musique Art V. Cestaro III, Mark Kelly et Tomisa Starr et Scott R. Lahteine. La version NES a été distribué aux États-Unis par American Video Entertainment en 1990.

## Sources
La fiche du jeu sur Lemon Amiga